# Ljuben Iliew
Ljuben Borisow Iliew (bg. Любен Борисов Илиев; ur. 24 lipca 1989 w Petriczu) – bułgarski zapaśnik walczący w stylu wolnym. Zajął siedemnaste miejsce na mistrzostwach świata w 2013. Brązowy medalista mistrzostw Europy w 2013. Dziewiąty w Pucharze Świata w 2011. Trzeci na ME juniorów w 2009 roku.